# Sergio D’Offizi
Sergio D’Offizi (* 1. Juli 1934 in Rom) ist ein italienischer Kameramann.

## Leben und Wirken
Der gebürtige Römer begann seine filmische Laufbahn 1951 als Assistent des Kameramanns Arturo Gallea. Seit Beginn der 1960er Jahre bis 1967 wirkte Sergio D’Offizi als einfacher Kameramann, er konnte aber bereits 1964 bei einem relativ unbekannten Film mit Italiens Starkomiker Totò erstmals auch als Chefkameramann arbeiten. Ab 1967 fotografierte D’Offizi in Eigenverantwortung eine Fülle von B-Filmen mit reinem Unterhaltungscharakter und arbeitete dabei mit Regie-Routiniers wie Alberto De Martino, Nanni Loy, Antonio Margheriti, Jean-Pierre Mocky, Mario Monicelli und Sergio Corbucci zusammen. Bei seinen Arbeiten handelte es sich anfänglich vor allem um Italowestern, D’Offizi fotografierte aber auch Thriller, Lustspiele, Erotikdramen und sogar kannibalistisch angehauchte Horrorfilme. Außerdem stand D’Offizi bei mehreren Inszenierungen des Starkomikers Alberto Sordi hinter der Kamera.
Sergio D’Offizi hat auch für das Fernsehen gearbeitet, eine seiner letzten Arbeiten war 1998 der in Simbabwe entstandene deutsch-italienische Mehrteiler „Unter der Sonne Afrikas“. Seit der Jahrtausendwende hat sich D’Offizi weitgehend zur Ruhe gesetzt. Auf dem Filmfestival von Foggia erhielt er 2011 einen Preis für sein Lebenswerk.

## Filmografie
- 1964: Che fine ha fatto Totò Baby?
- 1967: Una ragazza tutto d’oro
- 1967: Das Gold von Sam Cooper (Ognuno per se)
- 1968: Heute ich… morgen Du! (Oggi a me… domani a te)
- 1969: Bleigericht (Dio li crea… io li ammazzo)
- 1968: Venus im Pelz (Venere in pelliccia)
- 1969: Königstiger vor El Alamein (La battaglia di El Alamein)
- 1969: Mord im schwarzen Cadillac (Femmine insaziabili)
- 1969: Sedia elettrica
- 1970: Ehi amigo, sei morto!
- 1970: La coppia
- 1971: Ein Sommer voller Zärtlichkeit (Il sole nella pelle)
- 1971: Der lange Schwarze mit dem Silberblick (All’onorevole piacciono le donne)
- 1971: Untersuchungshaft (Detenuto in attesta di giudizio)
- 1972: Finalmente… le mille e una notte
- 1972: Quäle nie ein Kind zum Scherz (Non si sevizia un paperino)
- 1973: Anastasia, mio fratello
- 1973: Ich geh’ mal eben nach Amerika… (Sistemo l’America e torno)
- 1974: L’arbitro
- 1975: Lezioni private
- 1976: Höllenhunde bellen zum Gebet (Con la rabbia agli occhi)
- 1977: Silbersattel (Sella d’argento)
- 1978: Der Zeuge (Le Témoin)
- 1978: Dove vai in vacanza?
- 1980: Ich und Katharina (Io e Caterina)
- 1980: Nackt und zerfleischt (Cannibal Holocaust)
- 1980: Der Schlitzer (La casa sperduta nel parco)
- 1981: Straße der Angst (Il falco e la colomba)
- 1981: Die tolldreisten Streiche des Marchese del Grillo (Il marchese del Grillo)
- 1981: La gatta da pelare
- 1982: Ich weiß, daß du weißt, daß ich weiß (Io so che tu sai che io so)
- 1982: Meine Freunde (Amici mei – atto II)
- 1982: Il viaggio con papà
- 1983: Il tassinario
- 1984: Ab in den Knast (Tutti dentro)
- 1984: Neonkiller (Colpi di luce)
- 1985: Sono un fenomeno paranormale
- 1985: Thunder 2
- 1986: Yuppies 2
- 1987: Roba da richi
- 1988: Indio (Indio)
- 1988: Fantozzi geht in Penson (Fantozzi va in pensione)
- 1988: Bandellis Alibi (I giorni di commissario Ambrosio)
- 1988: Night Club
- 1990: Gefährliche Begegnung (Donne armate)
- 1992: Sonnenöl und süße Früchtchen (Abbronzatissimi)
- 1992: Die Waschmaschine (Vortice mortale)
- 1993: Junge Liebe (I ragazzi del muretto) (Fernsehserie)
- 1996: Altri uomini
- 1997: Zwei Engel mit vier Fäusten (Noi siamo angeli) (Fernsehserie)
- 1997: Una vacanza all’inferno
- 1998: Unter der Sonne Afrikas (Fernsehmehrteiler)
- 2000: Aitanic
- 2006: Terapia Roosevelt